# Worms: The Director’s Cut
Worms: The Director's Cut – wydany jedynie na komputery Amiga samodzielny dodatek do gry Worms. W sprzedaży pojawił się w 1997 roku, 3 lata po premierze swojego pierwowzoru. Program w założeniu miał wykorzystywać możliwości układu AGA, zatem w stosunku do poprzednika posiadał wzbogaconą grafikę (300 kolorów), choć były to tak naprawdę zmiany kosmetyczne – styl grafiki nie uległ tak drastycznej metamorfozie jak w Worms 2. Również sposób rozgrywania bitew nie został w dużej mierze zmieniony, ale położono większy nacisk na zaawansowanie struktury poziomów, wprowadzając wiele jaskiń, w których lokowane były robaki losowo.
Poza nową kampanią, gra oferowała także edytor pól bitwy i znacznie rozszerzała arsenał, którym dwie drużyny robaków mogły się wzajemnie eksterminować. Dodano 14 nowych broni. Po raz pierwszy pojawił się święty granat ręczny z Antiochii, którego moc posiadacze komputerów osobistych mogli poznać dopiero w Worms 2.